# 双帆
双帆岛，行政上隶属文昌市地理坐标为北纬19°53'0",东经111°12'48"，是七洲列岛中的一个岛，距“南峙”东数百米，两座小山并排探出海面，因形似两只鼓满风的船帆而得名，岛上有贯穿整个岛的海蚀隧道。
- 1996年，中国政府发布关于领海范围的声明，双帆是中国领海基点之一。[1]